# Parc national de Sembilang
Le parc national de Sembilang est un parc national d'Indonésie créé en 2003 dans le sud-est de l'île de Sumatra. Il consiste en plus de 350 000 hectares de tourbières, de marais d'eau douce et de mangroves.
Le parc est protégé en tant que site Ramsar depuis le 3 juin 2011 et fait partie avec le parc national de Berbak de la réserve de biosphère Berbak-Sembilang, reconnue par l'Unesco en 2018.

## Faune
Sembilang abrite quelques spécimens de l'espèce menacée du tigre de Sumatra. Le parc abrite également diverses espèces d'oiseaux, deux espèces de crocodiles : le crocodile marin (Crocodylus porosus) et le faux-gavial de Malaisie (Tomistoma schlegelii), ainsi que des dauphins de l'Irrawaddy.